# Internationella amfibiestyrkan
Internationella amfibiestyrkan, IAS, är ett svenskt marint insatsförband. Amfibieregementet, Första amfibieregementet (Amf 1), har till uppgift att utbilda och beredskapsställa en internationell amfibiestyrka från 1 juli 2007. 